# 周天祚
周天祚（？—？），字永錫，号白石，湖广荆州府松滋縣人。

## 生平
万历四十六年（1618年）戊午科湖广乡试举人，天啓五年（1625年）乙丑科進士，初任南充令，政事務從寛簡，至有所興革，不避權势，行取陞户部主事，請裁冗費，數忤中璫，齎志以歿，咸悼惜之。贫不能敛，同官为敛之。性孝友慈惠，事兄如父，遇事必咨禀而後行，人有困急，辄辍俸济之，用是家无余财。